# Sughereta di Niscemi
Sughereta di Niscemi este o arie protejată (arie specială de conservare — SAC, sit de importanță comunitară — SCI) din Italia întinsă pe o suprafață de 3.213 ha, integral pe uscat.

## Localizare
Centrul sitului Sughereta di Niscemi este situat la coordonatele 37°06′50″N 14°25′46″E / 37.113889°N 14.429444°E.

## Înființare
Situl Sughereta di Niscemi a fost declarat sit de importanță comunitară în septembrie 1995 pentru a proteja 1 specie de plante și 16 specii de animale. Situl a fost protejat și ca arie specială de conservare în decembrie 2015.

## Biodiversitate
Situată în ecoregiunea mediteraneană, aria protejată conține 6 habitate naturale: Dune cu vegetație ierboasă Malcolmietalia, Tufărișuri termo-mediteraneene și de pre-deșert, Galerii și tufărișuri riverane sudice (Nerio-Tamaricetea și Securinegion tinctoriae), Pseudostepă cu ierburi și specii anuale de Thero-Brachypodietea, Păduri de Quercus suber, Iazuri temporare mediteraneene.
La baza desemnării sitului se află mai multe specii protejate:
- plante (1): Ophrys lunulata
- păsări (15): Alectoris graeca whitakeri, pasărea ogorului (Burhinus oedicnemus), caprimulg (Caprimulgus europaeus), barză albă (Ciconia ciconia), șerpar (Circaetus gallicus), dumbrăveancă (Coracias garrulus), Falco naumanni, acvilă pitică (Hieraaetus pennatus), sfrâncioc cu cap roșu (Lanius senator), ciocârlie de pădure (Lullula arborea), prigoare (Merops apiaster), gaia neagră (Milvus migrans), sitar de pădure (Scolopax rusticola), silvie de tufiș (Sylvia undata), pupăză (Upupa epops)
- reptile (1): elaphe situla (Zamenis situla)

Pe lângă speciile protejate, pe teritoriul sitului au mai fost identificate 92 de specii de plante, 18 specii de păsări, 3 specii de amfibieni, 8 specii de mamifere, 1 specie de nevertebrate, 4 specii de reptile.